# 遠刺激
遠刺激（えんしげき、英:distal stimulus）とは、近刺激(proximal stimulus)、知覚表象(percept)とともに、知覚を記述するための概念で、実世界に存在する物体刺激のことである。
遠刺激は、近刺激の情報を決定する。近刺激は感覚受容器に入力することで、遠刺激の情報を感覚系に与える。知覚者の心のなかに生成された遠刺激の表象が、知覚表象である。
床の上の靴を見ている人物を例とする。靴そのものは遠刺激である。靴から反射した光は、その人物の網膜（感覚受容器）に投射し、近刺激となる。その人物の脳によって再構築された靴の像が、知覚表象である。他の例として、携帯電話の着信音を考える。電話の着信音は遠刺激である。聴覚受容器を刺激する音は、近刺激である。近刺激を電話の着信音であるとみなす解釈は、我々の脳の処理過程の産物であり、これが知覚表象である。